# Meet the Robinsons (videojuego)
Meet the Robinsons (traducido como Conoce a los Robinson) es un videojuego de acción y aventuras y de inteligencia, basado en la película Meet the Robinsons (La Familia del Futuro en Hispanoamérica y Descubriendo a los Robinsons en España) producido por The Walt Disney Company. Este juego fue producido principalmente por Avalanche Software en sus versiones de sobremesa, y publicado por Disney Interactive Studios. Fue producido para las consolas PlayStation 2, Xbox 360, Nintendo GameCube, Wii y PC. El videojuego también contó con dos versiones para consolas portátiles, la versión para Game Boy Advance fue desarrollado por Climax Group y la versión para Nintendo DS fue desarrollado por Altron.

## Historia
La historia del videojuego sirve como precuela de la película.
Wilbur Robinson se encuentra en una pirámide en Antiguo Egipto desenterrando la tumba de Tutankamón para tomarse una foto con él, pero al momento de irse, activa torpemente un mecanismo que comienza a destruir la pirámide, pero logra escapar. Retoma su máquina del tiempo y vuelve a su época, no sin antes dejar que un egipcio lo viera y comienza a tallarlo en un jeroglífico.
Al regresar al futuro, Carl, su amigo el robot dorado y asistente de su padre, reprende a Wilbur por viajar en el tiempo y arriesgarse a cambiar la historia, revelando el jeroglífico que delata que él estuvo ahí, pero Wilbur no le da importancia y sarcásticamente contesta que bien podría ser otra persona, luego de eso, ambos reciben un mensaje de que su padre, Cornelius Robinson, hará un viaje de negocios. El padre le prohíbe tomar la máquina, pero él no le escucha. Wilbur colecciona fotografías de sus viajes en el tiempo y esta vez quería tomarse una fotografía con Abraham Lincoln, y tenta de tomar la máquina otra vez.
Pero descubre que el código del garaje donde está la máquina del tiempo fue cambiada por algún miembro de su familia. Wilbur entonces busca a toda su familia para averiguar cual es el nuevo código, finalmente dado por su tío Gastón. Tras haber abierto el garaje, Wilbur se dirigía a tomar la máquina del tiempo, pero de repente, su madre, Franny le ordena sacar la basura, a lo que él accede. Luego de salir en medio de la lluvia para sacar la basura, su madre le recuerda de cerrar la puerta del garaje para que la alarma, en caso de robo, sea activada. Sin embargo, Wilbur no lo hace, inconscientemente. De repente, un extraño hombre, más tarde llamado por Wilbur el "hombre del sombrero" roba la máquina del tiempo. Al percatarse de la situación, Wilbur y Carl imaginan un plan para recuperarla. Piensan que utilizar un prototipo funcional de la máquina para viajar a través del tiempo podría ser la única solución para arreglar los problemas. Está en el sótano de la casa, protegido por robots centinelas, cámaras flotantes y paredes láser. A pesar del peligro, Wilbur, intrépido, emprende una odisea para tomarla. Triunfa al hacerlo, después de un combate contra un robot XL que vigila la sala del prototipo, Wilbur la utiliza y viaja a la época donde su padre aún era niño, vivía en un orfanato y aún asistía a la escuela, la cual estaba organizando una feria de ciencias, y Wilbur descubre que el hombre del sombrero estaba ahí buscando algo.
Durante su investigación, entra bruscamente en el gimnasio donde se celebraba la feria de ciencias e inconscientemente, empuja a Stanley Buckowski, un chico participante, el cual el empujón provoca que su modelo del monte Vesubio caiga y desequilibra también a Lizzy y su proyecto, un hormiguero, ambos proyectos quedando arruinados. Inmediatamente después del incidente, Carl llama de vuelta a Wilbur y le ordena que regrese al futuro, pero lo dice con una voz horrorizada.
A su regreso, una especie de hormiga gigante roba la máquina del tiempo. Desconcertado, Wilbur vuelve reunirse con Carl, después de haber observado la aparición de un gigantesco volcán en el centro de la ciudad. Carl le explica a Wilbur la situación: Cornelius ahora trabaja para el emperador Stanley, que dirige la ciudad y su negocio dominante, Magma Industries, y la metrópoli es invadida por hormigas robóticas agresivas y destructivas, de tamaño y de morfología variables.
Para encontrar la máquina del tiempo, Wilbur tendrá que construir un mando a distancia especial, cruzando la ciudad y su zona industrial. Él y Carl descubren que la máquina está a 100 metros en el suelo, en un gigante hormiguero.
Wilbur hace favores a algunas personas, y cava hasta el hormiguero con sus nuevos gadgets: guantes pudiendo cavar y crear ondas de choque. Llegado a la fortaleza de las hormigas, Wilbur deberá abrirse camino para encontrar la máquina del tiempo, abriendo puertas con códigos sobre monolitos subterráneos. Se enfrentará a Lizzy, la reina de las hormigas.
Después de vencerla, robots del emperador Stanley se apoderan de la máquina. Wilbur, irritado, les sigue.
Wilbur llega a Magma Industries, para recuperar la máquina. El emperador es protegido por muchos robots, como bombas de tiempo con taladradoras en sus cabezas y hoplitas. Se enfrenta finalmente con Prometheus, un robot-titán del volcán, rodeado con roca fundida y lava. Vencido, el monstruo provoca una erupción volcánica, que probablemente destruiría toda la ciudad. Wilbur aprende en ese momento el origen de este futuro alternativo: su primer viaje a la feria de ciencias.
Wilbur retoma la máquina del tiempo y va de regreso a esa época, muy cuidadoso, para encontrar esta vez al hombre del sombrero. Pero después de encontrarlo, un experimento explota y fue robado por el hombre del sombrero, generando caos en la feria de ciencias, al regresar al futuro, la casa de Wilbur se transforma en un bombín robótico y gigante, Mega-DOR15.
Al final, Wilbur llega a vencer a Mega-DOR15, pero lamenta sus actos y constata los daños del viaje en el tiempo. Toma la máquina del tiempo una última vez, reparando el futuro a como era antes, y con la misión de evitar que el hombre del sombrero se apodere del experimento de un chico llamado Lewis, dando inicio a los eventos de la película.